# Cyphia stheno
Cyphia stheno là loài thực vật có hoa trong họ Hoa chuông. Loài này được Webb mô tả khoa học đầu tiên năm 1849.